# Eohippus
Eohippus (gr. "caballo del amanecer") es un género extinto de mamíferos ungulados de la familia de los équidos. La única especie reconocida es E. angustidens, la cual tradicionalmente fue considerada como una especie del género Hyracotherium. Sus restos se han hallado en América del Norte.

## Descubrimiento y clasificación

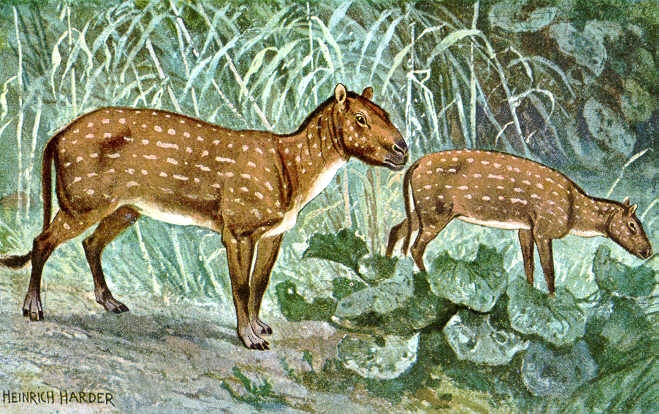
Reconstrucción por Heinrich Harder

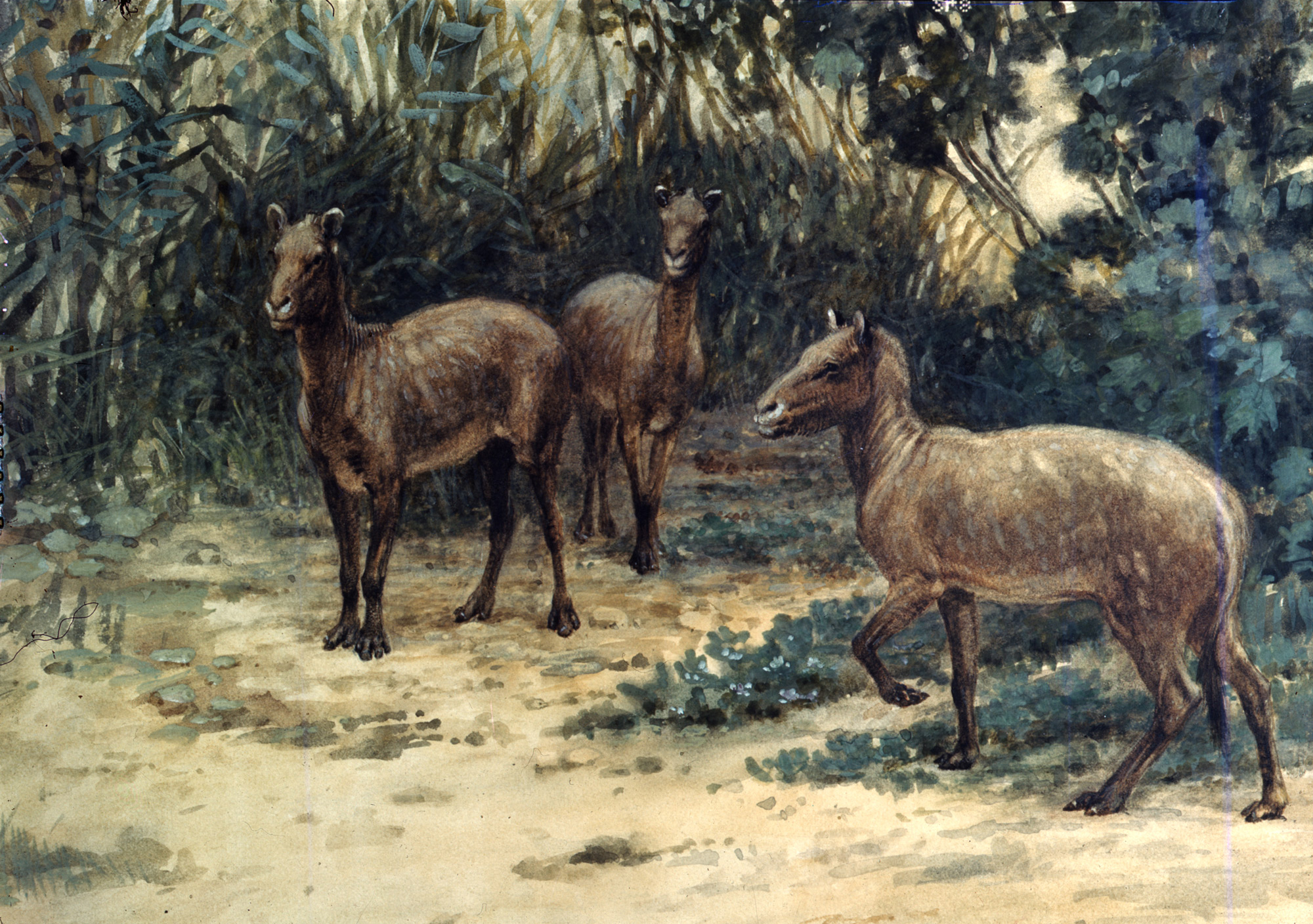
Reconstrucción por Charles R. Knight

En 1876, Othniel C. Marsh describió un esqueleto como Eohippus validus, a partir del griego ηώς (eōs, "amanecer") y ιππος (hippos, "caballo"), lo que significaría "caballo del amanecer". Sus similitudes con los fósiles descritos por Richard Owen fueron señaladas formalmente en un artículo de 1932 de sir Clive Forster Cooper. E. validus fue reclasificado en el género Hyracotherium, el cual tenía prioridad como nombre de género, así que Eohippus se volvió el sinónimo más moderno de este género. Más recientemente se encontró que Hyracotherium es un grupo parafilético de especies, y ahora este género solo incluye a la especie H. leporinum. Por su parte, se determinó que E. validus era idéntico a una especie nombrada antes, Hyracotherium angustidens (Cope, 1875), y el nombre binomial resultante es entonces Eohippus angustidens.

## Concepción errónea sobre el tamaño
En los libros de texto escolares, es común que Eohippus sea descrito como un animal "del tamaño de un pequeño Fox Terrier", a pesar del hecho de que los Fox Terrier tienen la mitad de tamaño que Eohippus. Esta arcana analogía era tan curiosa que incluso Stephen Jay Gould escribió un ensayo sobre esta («El caso del clon del fox terrier que se arrastraba», recopilado en su libro Brontosaurus y la nalga del ministro), en el cual concluyó que Henry Fairfield Osborn, que lo había descrito en un folleto distribuido ampliamente, siendo que era un entusiasta cazador de zorros hizo una asociación natural entre los caballos y los perros que los acompañan.